# Брдице при Кожбани
Брдице при Кожбана (словен. Brdice pri Kožbani, итал. Brizza di Cosbana) су насељено место у општини Брда, Горишка регија, Словенија.

## Историја
До територијалне реорганизације у Словенији биле су у саставу старе општине Нова Горица.

## Становништво
У попису становништва из 2011. године, Брдице при Кожбани су имале 19 становника.
| Број становника према пописима | Број становника према пописима | Број становника према пописима |
| ------------------------------ | ------------------------------ | ------------------------------ |
| 1991                           | 2002                           | 2011                           |
| 22                             | 19                             | 19                             |